# Куэста, Луиза
Мария Луиза Куэста Вила (исп. Maria Luisa Cuesta Vila; 26 мая 1925, Сорьяно — 21 ноября 2018, Монтевидео) — уругвайская правозащитница. Она посвятила себя розыску пропавших задержанных во время уругвайской военной диктатуры. Ее сын Небио Мело Куэста бесследно исчез в период военной диктатуры и считается пропавшим без вести до сегодня.

## Биография
Луиза Куэста родилась в 1920 году в Сориано, где работала в мастерской по изготовлению листов и красок до июня 1973 года. Потом была арестована и находилась в тюрьме с 28 июня 1973 года по 31 января 1974 года в батальоне пехоты № 5.
Ее сын Небио Мело Куэста с женой и дочкой уехал в изгнание в Аргентину. В 1976 году Небио похитили без никакой информации о его возможном пребывании. Луиза Куэста начала поиски своего сына.
В 1985 году была образована группа «Матери и семья уругвайцев, задержанных пропавших» ( англ. Family of Uruguayans Detained Disappeared was formed).

## Память
30 августа 2013 года университет Республики присвоил ей звание доктора Гонориса Кауза за вклад в формирование ценностей и защите прав человека.
7 марта 2014 года в рамках Международного женского дня Уругвайское почтовое отделение выдало марку в знак памяти Луизе Куэсте за сохранение ее образа в памяти уругвайского общества.
20 апреля 2015 года муниципалитет Монтевидео своим постановлением № 1694/15 принял решение установить памятную табличку в честь Луизы Куэсты на здании Общественного центра муниципалитета D, который расположен в бывшей поликлинике Казавалле.